# Meddie Kagere
Meddie Kagere (ur. 10 października 1986 w Kampali) – rwandyjski piłkarz grający na pozycji napastnika w Singida Big Stars FC, reprezentant kraju.
Kagere karierę rozpoczął w 2004 roku w ugandyjskim Mbale FC. W 2006 roku grał w rwandyjskm Atraco FC. W 2006 przeszedł SC Kiyovu Sport. W 2008 roku przeszedł do występującego wtedy I lidze rwandyjskiej Mukura Victory Sports FC. W 2010 roku przeszedł do Police FC. Następnie grał: tunezyjskim Espérance Zarzis (2012-2013), rodzimym Rayon Sports (2013-2014), albańskim KF Tirana (2014-2015), kenijskim Gor Mahia (2015-2018) i tanzańskim Simba SC (2018-2022). W 2022 przeszedł do innego tanzańskiego klubu, Singida Big Stars FC.
W reprezentacji Rwandy Kagere zadebiutował 9 października 2011 roku w wygranym 1:0 meczu kwalifikacji do Pucharu Narodów Afryki 2012 z Beninem, rozegranym w Kotonou. W tym samym roku strzelił swojego pierwszego gola dla reprezentacji Rwandy.